# Parchatka
Parchatka – wieś w Polsce położona w województwie lubelskim, w powiecie puławskim, w gminie Kazimierz Dolny. Leży przy drodze wojewódzkiej nr , obok wsi znajduje się najdalej na wschód wysunięte zakole Wisły.

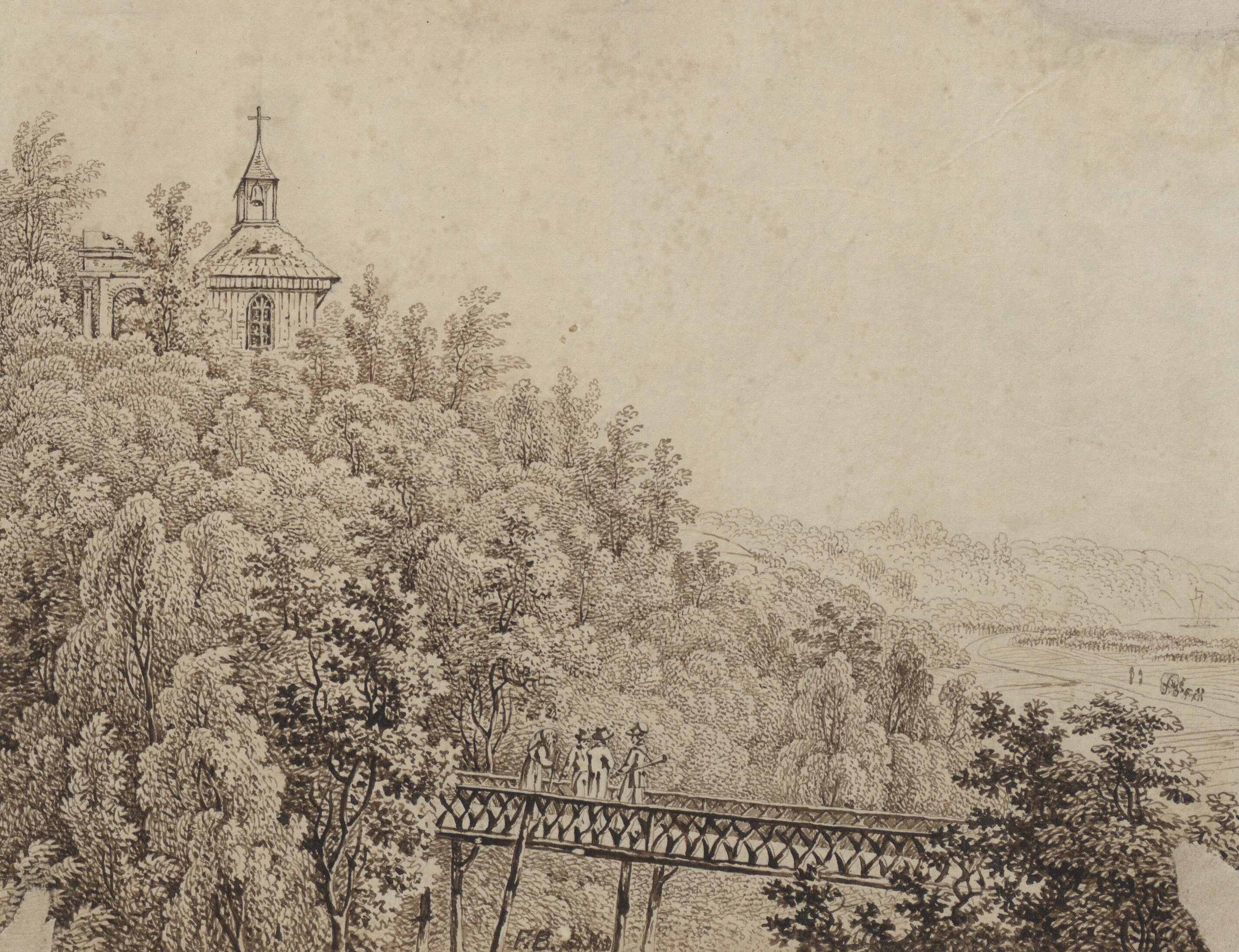
Parchatka, po 1819

Jest to stara wieś wzmiankowana jeszcze przez Długosza. Wieś szlachecka Parchowatka położona była w drugiej połowie XVI wieku w powiecie lubelskim województwa lubelskiego. Wieś Purchatka wchodziła w 1662 roku w skład majętności końskowolskiej Łukasza Opalińskiego.
18 listopada 1942 r. Niemcy spacyfikowali miejscowość, zabijając 28 osób.
W latach 1975–1998 miejscowość należała administracyjnie do ówczesnego województwa lubelskiego. Obecnie dzięki rozrastaniu się "wzdłuż" połączyła się zabudowaniami z Puławami.
Wieś stanowi sołectwo gminy Kazimierz Dolny. Według Narodowego Spisu Powszechnego z roku 2011 wieś liczyła 505 mieszkańców.
W Parchatce miał się jakoby znajdować cmentarz żydowski, który uległ zniszczeniu podczas II wojny światowej.
Przez Parchatkę przebiegają dwa szlaki turystyczne:
- niebieski "Nadwiślański" z Annopola przez Kazimierz, Puławy do Dęblina o łącznej długości 108,6 km
- czarny z Puław do Parchatki.

Obydwa krzyżują się i przebiegają częściowo przez wąwóz przy którym jest wyciąg, a także czerwony szlak rowerowy.
W 2006 roku odnowiony został stok narciarski w Parchatce.
W Parchatce wzdłuż drogi wojewódzkiej nr 824 rosła niegdyś sadzona w latach 1800-1820 na zlecenie księżnej Izabeli Czartoryskiej aleja topolowa, z której ostatni okaz o obwodzie 612 cm (w najwęższym miejscu - tuż nad gruntem. Obwód pierśnicowy to aż 820 cm) przetrwał do 2020 roku.